# Naftali Bon
Pour les articles homonymes, voir Bon.
Naftali Bon, né le 9 octobre 1945 à Kapsabet et mort le 2 novembre 2018 dans la même ville[réf. nécessaire], est un athlète kenyan qui courait surtout sur 400 m.

## Biographie
Naftali Bon a participé aux Jeux olympiques d'été de 1968, atteignant la demi-finale du 400 m et remportant la médaille d'argent avec le relais 4 × 400 m.

## Palmarès

### Jeux olympiques d'été
- Jeux olympiques d'été de 1968 à Mexico ( Mexique)
  - éliminé en demi-finale sur 400 m
  -  Médaille d'argent en relais 4 × 400 m